# Последний из Мексикан
«Последний из Мексикан» (англ. The Last of the Meheecans) — эпизод 1509 (№ 218) сериала «Южный парк», премьера которого состоялась 12 октября 2011 года.

## Сюжет
Четвероклассники играют в игру «Техасцы против мексиканцев», изобразив границу США возле дома Картмана. Сам Картман, Крейг, Клайд, Тимми, Джейсон, Дог Пу в роли техасских пограничников, а Стэн, Кайл, Кенни, Баттерс, Токен, Джимми — мексиканцы, пытающиеся нелегально пробраться на территорию США. Несмотря на то, что это просто мальчишеская игра, для Эрика победа принципиально важна. Баттерс хочет быть лидером «мексиканцев», но им становится Кайл. С помощью отвлекающего манёвра «мексиканцам» удаётся пересечь границу, естественно Картману такой исход не по душе. Позже, когда ребята мирно отдохнули за ужином и улеглись спать, все в одной комнате, Картман замечает, что Баттерса нет среди них. Стэн и Кайл подтверждают, что его не было и во время ужина. Эрик заявляет, что «мексиканцы» ещё не победили, пока границу не пересечёт Баттерс.
Баттерс потерялся и заблудился. На дороге его случайно сбивает на машине семейная пара, но он не пострадал. Они всерьёз решают, что Баттерс мексиканец, поскольку он говорит с ними по-испански и представляется именем «Мантекилья» (так он назывался во время игры с остальными ребятами). Тогда они забирают его жить в свой дом, где он фактически становится их рабом. Позже Баттерс говорит, что скучает по дому и нашедшая его семья отвозит его в мексиканскую забегаловку. Работники заведения узнают его (Кайл и Стэн до этого развесили объявления о розыске Баттерса). Баттерс заявляет им, что в этой стране одиноко и нужно возвращаться в Мексику, к своим друзьям, они его слушают и уезжают вместе с ним. Позже их примеру следуют все иммигранты из Мексики. Власти США в шоке, более того, из-за этого Мексика по развитию стала сравнимой с США. Баттерс становится известным на всю Мексику, но, соскучившись по дому, хочет вернуться. Все мексиканцы одобряют его решение.
Тем временем Картман не сдаëтся. Он расклеивает везде плакаты с изображением Баттерса и текстом: «Если обнаружите этого человека — открывать огонь на поражение». По телевидению Эрик видит призыв вступить в пограничные войска США с целью остановки обратной миграции. Картман отвечает на этот призыв и, как оказалось, он отлично останавливает мексиканцев, однако единственная его цель — не пропустить Баттерса через границу, чтобы не проиграть в своей игре. Несмотря на все старания, уже ничто не способно остановить обратную миграцию мексиканцев. Но вдруг на горизонте появляется мексиканец, идущий в США. Это Баттерс. Пограничники уже готовы с радостью впустить его, но Эрик не собирается допустить этого, потому что тогда бы он проиграл игру. С огромным трудом Баттерсу всё же удаётся пересечь границу и вернуться домой. Эрик серьёзно взбешён тем, что проиграл, даже не разговаривает с остальными ребятами во время ужина. В конце серии показано, что Баттерс, несмотря на своё возвращение домой, остаётся духовным лидером Мексики.

## Пародии
- Название серии является пародией на роман «Последний из могикан».
- Первое пробуждение Баттерса в Мексике, выход на балкон и толпы мексиканцев-почитателей пародируют аналогичный момент в фильме «Житие Брайана по Монти Пайтону».
- Когда Рэнди Марш видит, что территория перед его домом завалена листьями — его крик «nooooo» напоминает крик Дарт Вейдера, когда тот, только пробудившись, узнал о смерти Падме.

## Факты
- Мексиканское имя Баттерса Мантекилья (исп. Mantequilla), переводится как «масло». Это можно считать как дословный перевод имени (англ. butter — масло).
- Средство для чистки окон «Windex», которое использует Баттерс, реально существует.
- В этой серии (так же как и во многих других эпизодах сериала) дети употребляют напиток в банке, оформленной как банка «Dr Pepper», хотя называют его колой.
- В момент когда Джимми прорывается через баррикаду, есть ляп — показаны 2 Картмана. Позднее, в бесцензурной версии эпизода, на официальном сайте этот ляп был устранён.

## Отсылки к другим эпизодам
- Мексиканская забегаловка, в которую отвезли Баттерса, называется «El Pollo Loco» (с исп. — «сумасшедший цыплёнок»), под этим прозвищем выступал Кенни в качестве рестлера в серии «W.T.F.».